# Archaeoananteroides
Genre
Archaeoananteroides est un genre fossile de scorpions de la famille des Ananteridae.

## Distribution
Les espèces de ce genre ont été découvertes dans de l'ambre de Birmanie. Elles datent du Crétacé,.

## Liste des espèces
- † Archaeoananteroides carusoi Lourenço, 2025
- † Archaeoananteroides maderai Lourenço, 2016

## Systématique et taxinomie
Ce genre a été décrit par Lourenço en 2016 dans les Buthidae. Il est placé dans les Ananteridae par Ythier en 2024.

## Publication originale
- Lourenço & Velten, 2016 : « A new genus and species of fossil scorpion from Burmese Cretaceous amber (Scorpiones: Buthoidea: Buthidae). » Arachnida – Rivista Aracnologica Italiana, vol. 10, p. 2-9.